# Tanjungniur
Tanjungniur is een plaats in het bestuurlijke gebied Bangka Barat in de provincie Bangka-Belitung, Indonesië. De plaats telt 3281 inwoners (volkstelling 2010).